# Поло на слонах

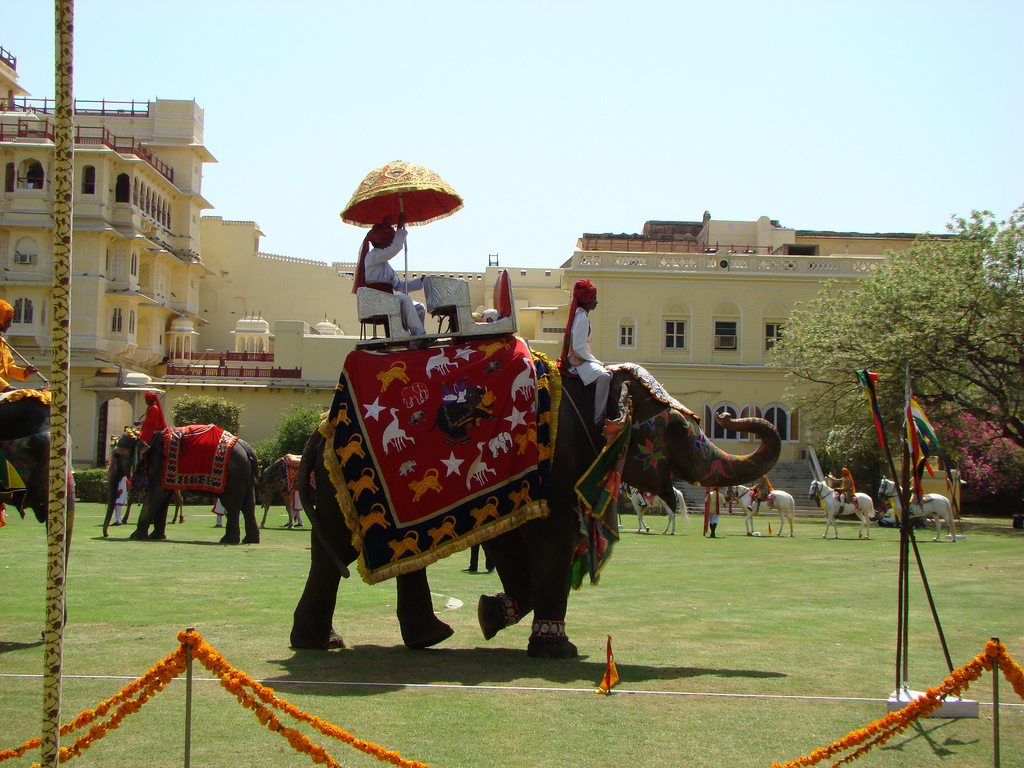
Поло на слонах, Індія

Поло на слонах - вид спорту, різновид поло, поширена в Південно-Східній Азії. Грається на полі близько 200 метрів в довжину. На слоні під час гри знаходяться погонич і власне гравець.

## Історія гри
У поло на слонах почали грати на початку XX століття а англійські аристократи, які приїжджали до Азії. Як вид спорту слонове поло сформувалося наприкінці XX століття. Всесвітня асоціація поло на слонах була створена в 1982 у в національному парку Чітван (Непал). Засновниками були Джеймс Манкларк і швейцарець Джим Едвардс. Спочатку як м'яч використовували футбольний, але він виявився занадто великий, і слони часто намагалися його розчавити. Тоді в слонячому поло став використовуватися снаряд поменше - стандартний м'яч для поло. Бамбукові ключки теж запозичені зі звичайного кінного поло, довжина їх розрізняється залежно від розмірів слона (від 1,8 до 2,7 м). Гравці фіксовані до тварині мотузковими стременами і петлями навколо стегон. Якщо упряж розбовталася, і гравцеві загрожує падіння, матч тимчасово призупиняється. Кількість гравців в команді варіюється, однак на міжнародних змаганнях команди мають по два, рідше по три слони на полі одночасно.

## Змагання
З 1985 а регулярно проходять чемпіонати світу з поло на слонах. Більшість турнірів виграли команди Непалу. У грудні 2007 а чемпіонами світу стала команда Гонконга.

## Зноски
- Всемирная федерация поло на слонах
- Движение против поло на слонах
- Особенности поло на слонах - фото на Dimaxblog.ru